# Campeonato de Primera División B 1964 (Argentina)
El Campeonato de Primera División B 1964 fue el torneo que constituyó la trigésima primera temporada de la segunda división de Argentina en la era profesional y la decimosexta edición de la Primera División B bajo esa denominación. Comenzó el 25 de abril y finalizó el 29 de diciembre.
Los nuevos participantes fueron los equipos ascendidos de la Primera División C: Villa Dálmine, ganador del torneo de Primera División C 1963; los equipos ascendidos por reestructuración de la AFA: All Boys, Almagro, Argentino de Quilmes, Colón, Defensores de Belgrano, El Porvenir, Excursionistas y Talleres (RdE). No hubo nuevos integrantes de la Primera División ya que los descensos estaban suspendidos.
Se consagró campeón, en la penúltima fecha del torneo final, Lanús, que obtuvo así su segundo ascenso a Primera División en el profesionalismo. El segundo ascenso, por la ronda de desempate, fue para Platense. Por otra parte, no hubo descensos a la Tercera categoría.

## Ascensos y descensos
| Descendidos de la Primera División B 1963 |
| ----------------------------------------- |
| No hubo                                   |

| Pos   | Ascendidos a la Primera División B 1964                                                                      |
| ----- | --- |
| 1.º   | Villa Dálmine                                                                                                |
| Prom. | All Boys Almagro Argentino de Quilmes Colón Defensores de Belgrano El Porvenir Excursionistas Talleres (RdE) |

| Pos  | Ascendidos a Primera División 1964 |
| ---- | ---------------------------------- |
| 1.º  | Ferro Carril Oeste                 |
| Res. | Newell's Old Boys                  |

| Descendidos de la Primera División 1963 |
| --------------------------------------- |
| No hubo                                 |

De este modo, el número de participantes aumentó a 24.

## Equipos
| Equipo                 | Ciudad               |
| ---------------------- | -------------------- |
| All Boys               | Buenos Aires         |
| Almagro                | José Ingenieros      |
| Argentino de Quilmes   | Quilmes              |
| Central Córdoba        | Rosario              |
| Colón                  | Santa Fe             |
| Defensores de Belgrano | Buenos Aires         |
| Deportivo Español      | Buenos Aires         |
| Deportivo Morón        | Morón                |
| Dock Sud               | Dock Sud             |
| El Porvenir            | Gerli                |
| Excursionistas         | Buenos Aires         |
| Italiano               | Buenos Aires         |
| Lanús                  | Lanús                |
| Los Andes              | Lomas de Zamora      |
| Nueva Chicago          | Buenos Aires         |
| Platense               | Buenos Aires         |
| Quilmes                | Quilmes              |
| San Telmo              | Dock Sud             |
| Sarmiento              | Junín                |
| Talleres               | Remedios de Escalada |
| Temperley              | Turdera              |
| Tigre                  | Victoria             |
| Unión                  | Santa Fe             |
| Villa Dálmine          | Campana              |

### Distribución geográfica de los equipos
| Región                                   | Cant. | Equipos |
| ---------------------------------------- | ----- | --- |
| Conurbano bonaerense                     | 12    | Almagro, Argentino de Quilmes, Deportivo Morón, Dock Sud, El Porvenir, Lanús, Los Andes, Quilmes, San Telmo, Talleres (RdE), Temperley y Tigre |
| Ciudad de Buenos Aires                   | 7     | All Boys, Defensores de Belgrano, Deportivo Español, Deportivo Italiano, Excursionistas, Nueva Chicago y Platense                              |
| Provincia de Santa Fe                    | 3     | Central Córdoba (R), Colón y Unión (SF) |
| Interior de la provincia de Buenos Aires | 2     | Sarmiento y Villa Dálmine |

## Formato
Los veinticuatro participantes se dividieron en dos zonas denominadas «Norte» y «Sur», que se jugaron por el sistema de todos contra todos, a dos ruedas.

### Ascenso
Los seis mejor ubicados de cada una se enfrentaron en el «Torneo final», que se disputó a una sola rueda y en canchas neutrales, el ganador obtuvo el primer ascenso, consagrándose campeón.
Los seis restantes de cada una se enfrentaron en el «Torneo de Honor», que se disputó a una sola rueda y en canchas neutrales, y consagró a un ganador. Ese torneo no influyó en la temporada al no haber descensos, pero influiría en la temporada de 1966 en la definición de los mismos.

### Descensos
Se suspendieron.

## Zona Norte

### Tabla de posiciones final
| Pos. | Equipo                 | Pts. | PJ | PG | PE | PP | GF | GC | Dif. |
| ---- | ---------------------- | ---- | -- | -- | -- | -- | -- | -- | ---- |
| 01.º | All Boys               | 31   | 22 | 11 | 9  | 2  | 47 | 26 | 21   |
| 02.º | Nueva Chicago          | 30   | 22 | 12 | 6  | 4  | 40 | 16 | 24   |
| 03.º | Deportivo Morón        | 28   | 22 | 12 | 4  | 6  | 42 | 25 | 17   |
| 04.º | Deportivo Español      | 27   | 22 | 11 | 5  | 6  | 33 | 25 | 8    |
| 05.º | Platense               | 27   | 22 | 8  | 11 | 3  | 40 | 23 | 17   |
| 06.º | Almagro                | 24   | 22 | 8  | 8  | 6  | 37 | 29 | 8    |
| 07.º | Villa Dálmine          | 22   | 22 | 8  | 6  | 8  | 23 | 29 | −6   |
| 08.º | Sarmiento (J)          | 21   | 22 | 7  | 7  | 8  | 29 | 32 | −3   |
| 09.º | Colón                  | 19   | 22 | 5  | 9  | 8  | 32 | 43 | −11  |
| 10.º | Excursionistas         | 17   | 22 | 6  | 5  | 11 | 27 | 41 | −14  |
| 11.º | Tigre                  | 12   | 22 | 2  | 8  | 12 | 23 | 48 | −25  |
| 12.º | Defensores de Belgrano | 6    | 22 | 1  | 4  | 17 | 13 | 49 | −36  |

|  | Clasificado al Torneo Final. |

|  |

## Resultados
Primera Rueda
| Fecha 1           | Fecha 1   | Fecha 1                | Fecha 1        | Fecha 1     | Fecha 1 |
| Local             | Resultado | Visitante              | Estadio        | Fecha       |         |
| ----------------- | --------- | ---------------------- | -------------- | ----------- | ------- |
| Deportivo Español | 4 - 1     | Sarmiento              | Atlanta        | 25 de abril |         |
| Nueva Chicago     | 4 - 0     | Defensores de Belgrano | Nueva Chicago  | 25 de abril |         |
| All Boys          | 2 - 5     | Tigre                  | All Boys       | 25 de abril |         |
| Platense          | 1 - 0     | Deportivo Morón        | Platense       | 25 de abril |         |
| Excursionistas    | 2 - 2     | Almagro                | Excursionistas | 25 de abril |         |
| Villa Dálmine     | 2 - 2     | Colón                  | Villa Dálmine  | 25 de abril |         |

| Fecha 2                | Fecha 2   | Fecha 2           | Fecha 2                | Fecha 2   | Fecha 2 |
| Local                  | Resultado | Visitante         | Estadio                | Fecha     |         |
| ---------------------- | --------- | ----------------- | ---------------------- | --------- | ------- |
| Villa Dálmine          | 2 - 1     | Deportivo Español | Villa Dálmine          | 2 de mayo |         |
| Almagro                | 2 - 3     | Platense          | Almagro                | 2 de mayo |         |
| Deportivo Morón        | 2 - 2     | All Boys          | Deportivo Morón        | 2 de mayo |         |
| Tigre                  | 0 - 3     | Nueva Chicago     | Tigre                  | 2 de mayo |         |
| Defensores de Belgrano | 1 - 2     | Sarmiento         | Defensores de Belgrano | 2 de mayo |         |
| Colón                  | 4 - 1     | Excursionistas    | Colón                  | 3 de mayo |         |

| Fecha 3           | Fecha 3   | Fecha 3                | Fecha 3        | Fecha 3    | Fecha 3 |
| Local             | Resultado | Visitante              | Estadio        | Fecha      |         |
| ----------------- | --------- | ---------------------- | -------------- | ---------- | ------- |
| Deportivo Español | 4 - 1     | Defensores de Belgrano | Atlanta        | 9 de mayo  |         |
| Nueva Chicago     | 1 - 2     | Deportivo Morón        | Nueva Chicago  | 9 de mayo  |         |
| All Boys          | 2 - 2     | Almagro                | All Boys       | 9 de mayo  |         |
| Platense          | 2 - 0     | Colón                  | Platense       | 9 de mayo  |         |
| Excursionistas    | 0 - 1     | Villa Dálmine          | Excursionistas | 9 de mayo  |         |
| Sarmiento         | 2 - 3     | Tigre                  | Sarmiento      | 10 de mayo |         |

| Fecha 4         | Fecha 4   | Fecha 4                | Fecha 4         | Fecha 4    | Fecha 4 |
| Local           | Resultado | Visitante              | Estadio         | Fecha      |         |
| --------------- | --------- | ---------------------- | --------------- | ---------- | ------- |
| Excursionistas  | 0 - 1     | Deportivo Español      | Excursionistas  | 16 de mayo |         |
| Villa Dálmine   | 1 - 1     | Platense               | Villa Dálmine   | 16 de mayo |         |
| Almagro         | 0 - 2     | Nueva Chicago          | Almagro         | 16 de mayo |         |
| Deportivo Morón | 1 - 0     | Sarmiento              | Deportivo Morón | 16 de mayo |         |
| Tigre           | 1 - 1     | Defensores de Belgrano | Tigre           | 16 de mayo |         |
| Colón           | 2 - 2     | All Boys               | Colón           | 17 de mayo |         |

| Fecha 5                | Fecha 5   | Fecha 5         | Fecha 5                | Fecha 5    | Fecha 5 |
| Local                  | Resultado | Visitante       | Estadio                | Fecha      |         |
| ---------------------- | --------- | --------------- | ---------------------- | ---------- | ------- |
| Deportivo Español      | 3 - 3     | Tigre           | Atlanta                | 23 de mayo |         |
| Defensores de Belgrano | 0 - 5     | Deportivo Morón | Defensores de Belgrano | 23 de mayo |         |
| Nueva Chicago          | 4 - 0     | Colón           | Nueva Chicago          | 23 de mayo |         |
| All Boys               | 2 - 0     | Villa Dálmine   | All Boys               | 23 de mayo |         |
| Platense               | 1 - 1     | Excursionistas  | Platense               | 23 de mayo |         |
| Sarmiento              | 2 - 0     | Almagro         | Sarmiento              | 24 de mayo |         |

| Fecha 6         | Fecha 6   | Fecha 6                | Fecha 6         | Fecha 6    | Fecha 6 |
| Local           | Resultado | Visitante              | Estadio         | Fecha      |         |
| --------------- | --------- | ---------------------- | --------------- | ---------- | ------- |
| Platense        | 0 - 0     | Deportivo Español      | Platense        | 30 de mayo |         |
| Excursionistas  | 2 - 0     | All Boys               | Excursionistas  | 30 de mayo |         |
| Villa Dálmine   | 0 - 2     | Nueva Chicago          | Villa Dálmine   | 30 de mayo |         |
| Almagro         | 1 - 0     | Defensores de Belgrano | Almagro         | 30 de mayo |         |
| Colón           | 2 - 2     | Sarmiento              | Colón           | 31 de mayo |         |
| Deportivo Morón | 1 - 0     | Tigre                  | Deportivo Morón | 31 de mayo |         |

| Fecha 7                | Fecha 7   | Fecha 7         | Fecha 7                | Fecha 7    | Fecha 7 |
| Local                  | Resultado | Visitante       | Estadio                | Fecha      |         |
| ---------------------- | --------- | --------------- | ---------------------- | ---------- | ------- |
| Deportivo Español      | 1 - 0     | Deportivo Morón | Atlanta                | 6 de junio |         |
| Tigre                  | 1 - 1     | Almagro         | Tigre                  | 6 de junio |         |
| Defensores de Belgrano | 0 - 0     | Colón           | Defensores de Belgrano | 6 de junio |         |
| Nueva Chicago          | 2 - 1     | Excursionistas  | Nueva Chicago          | 6 de junio |         |
| All Boys               | 1 - 1     | Platense        | All Boys               | 6 de junio |         |
| Sarmiento              | 1 - 0     | Villa Dálmine   | Sarmiento              | 7 de junio |         |

| Fecha 8        | Fecha 8   | Fecha 8                | Fecha 8        | Fecha 8     | Fecha 8 |
| Local          | Resultado | Visitante              | Estadio        | Fecha       |         |
| -------------- | --------- | ---------------------- | -------------- | ----------- | ------- |
| All Boys       | 4 - 0     | Deportivo Español      | All Boys       | 13 de junio |         |
| Platense       | 1 - 1     | Nueva Chicago          | Platense       | 13 de junio |         |
| Excursionistas | 2 - 1     | Sarmiento              | Excursionistas | 13 de junio |         |
| Villa Dálmine  | 1 - 1     | Defensores de Belgrano | Villa Dálmine  | 13 de junio |         |
| Almagro        | 3 - 1     | Deportivo Morón        | Almagro        | 13 de junio |         |
| Colón          | 2 - 0     | Tigre                  | Colón          | 14 de junio |         |

| Fecha 9                | Fecha 9   | Fecha 9        | Fecha 9                | Fecha 9     | Fecha 9 |
| Local                  | Resultado | Visitante      | Estadio                | Fecha       |         |
| ---------------------- | --------- | -------------- | ---------------------- | ----------- | ------- |
| Deportivo Español      | 2 - 0     | Almagro        | Atlanta                | 20 de junio |         |
| Deportivo Morón        | 6 - 1     | Colón          | Deportivo Morón        | 20 de junio |         |
| Tigre                  | 1 - 2     | Villa Dálmine  | Tigre                  | 20 de junio |         |
| Defensores de Belgrano | 0 - 1     | Excursionistas | Defensores de Belgrano | 20 de junio |         |
| Nueva Chicago          | 1 - 1     | All Boys       | Nueva Chicago          | 20 de junio |         |
| Sarmiento              | 1 - 1     | Platense       | Sarmiento              | 21 de junio |         |

| Fecha 10       | Fecha 10  | Fecha 10               | Fecha 10       | Fecha 10    | Fecha 10 |
| Local          | Resultado | Visitante              | Estadio        | Fecha       |          |
| -------------- | --------- | ---------------------- | -------------- | ----------- | -------- |
| Nueva Chicago  | 1 - 2     | Deportivo Español      | Nueva Chicago  | 27 de junio |          |
| All Boys       | 3 - 1     | Sarmiento              | All Boys       | 27 de junio |          |
| Platense       | 1 - 0     | Defensores de Belgrano | Platense       | 27 de junio |          |
| Excursionistas | 1 - 1     | Tigre                  | Excursionistas | 27 de junio |          |
| Villa Dálmine  | 0 - 1     | Deportivo Morón        | Villa Dálmine  | 27 de junio |          |
| Colón          | 1 - 2     | Almagro                | Colón          | 28 de junio |          |

| Fecha 11               | Fecha 11  | Fecha 11       | Fecha 11               | Fecha 11   | Fecha 11 |
| Local                  | Resultado | Visitante      | Estadio                | Fecha      |          |
| ---------------------- | --------- | -------------- | ---------------------- | ---------- | -------- |
| Deportivo Español      | 3 - 2     | Colón          | Atlanta                | 4 de julio |          |
| Almagro                | 1 - 1     | Villa Dálmine  | Almagro                | 4 de julio |          |
| Deportivo Morón        | 3 - 1     | Excursionistas | Deportivo Morón        | 4 de julio |          |
| Tigre                  | 0 - 5     | Platense       | Tigre                  | 4 de julio |          |
| Defensores de Belgrano | 1 - 2     | All Boys       | Defensores de Belgrano | 4 de julio |          |
| Sarmiento              | 2 - 2     | Nueva Chicago  | Sarmiento              | 5 de julio |          |

Segunda Rueda
| Fecha 12               | Fecha 12  | Fecha 12          | Fecha 12               | Fecha 12    | Fecha 12 |
| Local                  | Resultado | Visitante         | Estadio                | Fecha       |          |
| ---------------------- | --------- | ----------------- | ---------------------- | ----------- | -------- |
| Defensores de Belgrano | 0 - 2     | Nueva Chicago     | Defensores de Belgrano | 11 de julio |          |
| Tigre                  | 2 - 2     | All Boys          | Tigre                  | 11 de julio |          |
| Deportivo Morón        | 3 - 1     | Platense          | Deportivo Morón        | 11 de julio |          |
| Almagro                | 5 - 0     | Excursionistas    | Almagro                | 11 de julio |          |
| Sarmiento              | 0 - 0     | Deportivo Español | Sarmiento              | 12 de julio |          |
| Colón                  | 1 - 1     | Villa Dálmine     | Colón                  | 12 de julio |          |

| Fecha 13          | Fecha 13  | Fecha 13               | Fecha 13       | Fecha 13    | Fecha 13 |
| Local             | Resultado | Visitante              | Estadio        | Fecha       |          |
| ----------------- | --------- | ---------------------- | -------------- | ----------- | -------- |
| Deportivo Español | 0 - 2     | Villa Dálmine          | Atlanta        | 18 de julio |          |
| Excursionistas    | 4 - 4     | Colón                  | Excursionistas | 18 de julio |          |
| Platense          | 1 - 1     | Almagro                | Platense       | 18 de julio |          |
| All Boys          | 1 - 0     | Deportivo Morón        | All Boys       | 18 de julio |          |
| Nueva Chicago     | 1 - 0     | Tigre                  | Nueva Chicago  | 18 de julio |          |
| Sarmiento         | 0 - 0     | Defensores de Belgrano | Almagro        | 18 de julio |          |

| Fecha 14               | Fecha 14  | Fecha 14          | Fecha 14               | Fecha 14    | Fecha 14 |
| Local                  | Resultado | Visitante         | Estadio                | Fecha       |          |
| ---------------------- | --------- | ----------------- | ---------------------- | ----------- | -------- |
| Defensores de Belgrano | 0 - 1     | Deportivo Español | Defensores de Belgrano | 25 de julio |          |
| Tigre                  | 1 - 2     | Sarmiento         | Tigre                  | 25 de julio |          |
| Deportivo Morón        | 0 - 0     | Nueva Chicago     | Deportivo Morón        | 25 de julio |          |
| Almagro                | 1 - 3     | All Boys          | Almagro                | 25 de julio |          |
| Villa Dálmine          | 2 - 0     | Excursionistas    | Villa Dálmine          | 25 de julio |          |
| Colón                  | 2 - 1     | Platense          | Colón                  | 26 de julio |          |

| Fecha 15               | Fecha 15  | Fecha 15        | Fecha 15               | Fecha 15    | Fecha 15 |
| Local                  | Resultado | Visitante       | Estadio                | Fecha       |          |
| ---------------------- | --------- | --------------- | ---------------------- | ----------- | -------- |
| Deportivo Español      | 3 - 1     | Excursionistas  | Atlanta                | 1 de agosto |          |
| Platense               | 5 - 0     | Villa Dálmine   | Platense               | 1 de agosto |          |
| All Boys               | 5 - 1     | Colón           | All Boys               | 1 de agosto |          |
| Nueva Chicago          | 1 - 2     | Almagro         | Nueva Chicago          | 1 de agosto |          |
| Sarmiento              | 3 - 0     | Deportivo Morón | Ferro Carril Oeste     | 1 de agosto |          |
| Defensores de Belgrano | 2 - 0     | Tigre           | Defensores de Belgrano | 1 de agosto |          |

| Fecha 16        | Fecha 16  | Fecha 16               | Fecha 16        | Fecha 16    | Fecha 16 |
| Local           | Resultado | Visitante              | Estadio         | Fecha       |          |
| --------------- | --------- | ---------------------- | --------------- | ----------- | -------- |
| Tigre           | 1 - 1     | Deportivo Español      | Tigre           | 8 de agosto |          |
| Deportivo Morón | 5 - 3     | Defensores de Belgrano | Deportivo Morón | 8 de agosto |          |
| Almagro         | 1 - 1     | Sarmiento              | Almagro         | 8 de agosto |          |
| Villa Dálmine   | 0 - 2     | All Boys               | Villa Dálmine   | 8 de agosto |          |
| Excursionistas  | 1 - 1     | Platense               | Excursionistas  | 8 de agosto |          |
| Colón           | 1 - 0     | Nueva Chicago          | Colón           | 9 de agosto |          |

| Fecha 17               | Fecha 17  | Fecha 17        | Fecha 17               | Fecha 17     | Fecha 17 |
| Local                  | Resultado | Visitante       | Estadio                | Fecha        |          |
| ---------------------- | --------- | --------------- | ---------------------- | ------------ | -------- |
| Deportivo Español      | 4 - 1     | Platense        | Atlanta                | 15 de agosto |          |
| All Boys               | 3 - 1     | Excursionistas  | All Boys               | 15 de agosto |          |
| Nueva Chicago          | 2 - 0     | Villa Dálmine   | Nueva Chicago          | 15 de agosto |          |
| Sarmiento              | 2 - 1     | Colón           | Deportivo Morón        | 15 de agosto |          |
| Defensores de Belgrano | 1 - 4     | Almagro         | Defensores de Belgrano | 15 de agosto |          |
| Tigre                  | 1 - 1     | Deportivo Morón | Tigre                  | 15 de agosto |          |

| Fecha 18        | Fecha 18  | Fecha 18               | Fecha 18        | Fecha 18     | Fecha 18 |
| Local           | Resultado | Visitante              | Estadio         | Fecha        |          |
| --------------- | --------- | ---------------------- | --------------- | ------------ | -------- |
| Deportivo Morón | 2 - 0     | Deportivo Español      | Deportivo Morón | 22 de agosto |          |
| Almagro         | 6 - 1     | Tigre                  | Almagro         | 22 de agosto |          |
| Villa Dálmine   | 2 - 1     | Sarmiento              | Villa Dálmine   | 22 de agosto |          |
| Excursionistas  | 0 - 4     | Nueva Chicago          | Excursionistas  | 22 de agosto |          |
| Platense        | 1 - 1     | All Boys               | Platense        | 22 de agosto |          |
| Colón           | 1 - 0     | Defensores de Belgrano | Colón           | 23 de agosto |          |

| Fecha 19               | Fecha 19  | Fecha 19       | Fecha 19               | Fecha 19     | Fecha 19 |
| Local                  | Resultado | Visitante      | Estadio                | Fecha        |          |
| ---------------------- | --------- | -------------- | ---------------------- | ------------ | -------- |
| Deportivo Español      | 0 - 0     | All Boys       | Atlanta                | 29 de agosto |          |
| Nueva Chicago          | 1 - 1     | Platense       | Nueva Chicago          | 29 de agosto |          |
| Sarmiento              | 3 - 1     | Excursionistas | Sarmiento              | 29 de agosto |          |
| Defensores de Belgrano | 1 - 4     | Villa Dálmine  | Defensores de Belgrano | 29 de agosto |          |
| Tigre                  | 0 - 0     | Colón          | Tigre                  | 29 de agosto |          |
| Deportivo Morón        | 3 - 1     | Almagro        | Deportivo Morón        | 29 de agosto |          |

| Fecha 20       | Fecha 20  | Fecha 20               | Fecha 20       | Fecha 20        | Fecha 20 |
| Local          | Resultado | Visitante              | Estadio        | Fecha           |          |
| -------------- | --------- | ---------------------- | -------------- | --------------- | -------- |
| Almagro        | 1 - 0     | Deportivo Español      | Almagro        | 6 de septiembre |          |
| Colón          | 2 - 2     | Deportivo Morón        | Colón          | 6 de septiembre |          |
| Villa Dálmine  | 1 - 0     | Tigre                  | Villa Dálmine  | 6 de septiembre |          |
| Excursionistas | 2 - 0     | Defensores de Belgrano | Excursionistas | 6 de septiembre |          |
| Platense       | 1 - 1     | Sarmiento              | Platense       | 6 de septiembre |          |
| All Boys       | 2 - 2     | Nueva Chicago          | Atlanta        | 6 de septiembre |          |

| Fecha 21               | Fecha 21  | Fecha 21       | Fecha 21               | Fecha 21         | Fecha 21 |
| Local                  | Resultado | Visitante      | Estadio                | Fecha            |          |
| ---------------------- | --------- | -------------- | ---------------------- | ---------------- | -------- |
| Deportivo Español      | 0 - 1     | Nueva Chicago  | Atlanta                | 12 de septiembre |          |
| Sarmiento              | 0 - 3     | All Boys       | Sarmiento              | 12 de septiembre |          |
| Defensores de Belgrano | 0 - 4     | Platense       | Defensores de Belgrano | 12 de septiembre |          |
| Tigre                  | 0 - 3     | Excursionistas | Tigre                  | 12 de septiembre |          |
| Deportivo Morón        | 4 - 1     | Villa Dálmine  | Deportivo Morón        | 12 de septiembre |          |
| Almagro                | 1 - 1     | Colón          | Almagro                | 12 de septiembre |          |

| Fecha 22       | Fecha 22  | Fecha 22               | Fecha 22       | Fecha 22         | Fecha 22 |
| Local          | Resultado | Visitante              | Estadio        | Fecha            |          |
| -------------- | --------- | ---------------------- | -------------- | ---------------- | -------- |
| Colón          | 2 - 3     | Deportivo Español      | Colón          | 19 de septiembre |          |
| Villa Dálmine  | 0 - 0     | Almagro                | Villa Dálmine  | 19 de septiembre |          |
| Platense       | 6 - 2     | Tigre                  | Platense       | 19 de septiembre |          |
| All Boys       | 4 - 1     | Defensores de Belgrano | All Boys       | 19 de septiembre |          |
| Nueva Chicago  | 3 - 1     | Sarmiento              | Nueva Chicago  | 19 de septiembre |          |
| Excursionistas | 2 - 0     | Deportivo Morón        | Excursionistas | 23 de septiembre |          |

## Zona Sur

### Tabla de posiciones final
| Pos. | Equipo               | Pts. | PJ | PG | PE | PP | GF | GC | Dif. |
| ---- | -------------------- | ---- | -- | -- | -- | -- | -- | -- | ---- |
| 01.º | Temperley            | 34   | 22 | 15 | 4  | 3  | 39 | 18 | 21   |
| 02.º | Central Córdoba (R)  | 28   | 22 | 11 | 6  | 5  | 28 | 16 | 12   |
| 03.º | Lanús                | 28   | 22 | 10 | 8  | 4  | 35 | 21 | 14   |
| 04.º | Italiano             | 26   | 22 | 9  | 8  | 5  | 41 | 33 | 8    |
| 05.º | Quilmes              | 26   | 22 | 10 | 6  | 6  | 39 | 26 | 13   |
| 06.º | Unión                | 24   | 22 | 10 | 4  | 8  | 34 | 27 | 7    |
| 07.º | Los Andes            | 22   | 22 | 10 | 2  | 10 | 30 | 33 | −3   |
| 08.º | Dock Sud             | 17   | 22 | 5  | 7  | 10 | 31 | 38 | −7   |
| 09.º | El Porvenir          | 15   | 22 | 6  | 3  | 13 | 30 | 44 | −14  |
| 10.º | San Telmo            | 15   | 22 | 4  | 7  | 11 | 24 | 38 | −14  |
| 11.º | Talleres (RdE)       | 15   | 22 | 4  | 7  | 11 | 25 | 39 | −14  |
| 12.º | Argentino de Quilmes | 14   | 22 | 5  | 4  | 13 | 23 | 46 | −23  |

|  | Clasificado al Torneo Final. |

## Resultados
Primera Rueda
| Fecha 1        | Fecha 1   | Fecha 1              | Fecha 1        | Fecha 1     | Fecha 1 |
| Local          | Resultado | Visitante            | Estadio        | Fecha       |         |
| -------------- | --------- | -------------------- | -------------- | ----------- | ------- |
| El Porvenir    | 0 - 3     | Sportivo Dock Sud    | Racing         | 25 de abril |         |
| Talleres (RdE) | 2 - 0     | Argentino de Quilmes | Talleres (RdE) | 25 de abril |         |
| Quilmes        | 0 - 0     | Lanús                | Quilmes        | 25 de abril |         |
| San Telmo      | 2 - 1     | Central Córdoba (R)  | San Telmo      | 25 de abril |         |
| Los Andes      | 0 - 2     | Deportivo Italiano   | Los Andes      | 25 de abril |         |
| Unión          | 1 - 2     | Temperley            | Unión          | 26 de abril |         |

| Fecha 2              | Fecha 2   | Fecha 2        | Fecha 2              | Fecha 2   | Fecha 2 |
| Local                | Resultado | Visitante      | Estadio              | Fecha     |         |
| -------------------- | --------- | -------------- | -------------------- | --------- | ------- |
| Los Andes            | 2 - 0     | Unión          | Los Andes            | 2 de mayo |         |
| Deportivo Italiano   | 1 - 1     | San Telmo      | Huracán              | 2 de mayo |         |
| Central Córdoba (R)  | 3 - 2     | Quilmes        | Central Córdoba (R)  | 2 de mayo |         |
| Lanús                | 0 - 0     | Talleres (RdE) | Lanús                | 2 de mayo |         |
| Argentino de Quilmes | 1 - 0     | El Porvenir    | Argentino de Quilmes | 2 de mayo |         |
| Sportivo Dock Sud    | 0 - 2     | Temperley      | Sportivo Dock Sud    | 2 de mayo |         |

| Fecha 3        | Fecha 3   | Fecha 3              | Fecha 3        | Fecha 3   | Fecha 3 |
| Local          | Resultado | Visitante            | Estadio        | Fecha     |         |
| -------------- | --------- | -------------------- | -------------- | --------- | ------- |
| Unión          | 2 - 0     | Sportivo Dock Sud    | Unión          | 9 de mayo |         |
| Temperley      | 3 - 1     | Argentino de Quilmes | Temperley      | 9 de mayo |         |
| El Porvenir    | 2 - 3     | Lanús                | El Porvenir    | 9 de mayo |         |
| Talleres (RdE) | 0 - 2     | Central Córdoba (R)  | Talleres (RdE) | 9 de mayo |         |
| Quilmes        | 0 - 0     | Deportivo Italiano   | Quilmes        | 9 de mayo |         |
| San Telmo      | 0 - 1     | Los Andes            | San Telmo      | 9 de mayo |         |

| Fecha 4              | Fecha 4   | Fecha 4           | Fecha 4              | Fecha 4    | Fecha 4 |
| Local                | Resultado | Visitante         | Estadio              | Fecha      |         |
| -------------------- | --------- | ----------------- | -------------------- | ---------- | ------- |
| San Telmo            | 4 - 1     | Unión             | San Telmo            | 16 de mayo |         |
| Los Andes            | 1 - 1     | Quilmes           | Los Andes            | 16 de mayo |         |
| Deportivo Italiano   | 2 - 1     | Talleres (RdE)    | Huracán              | 16 de mayo |         |
| Central Córdoba (R)  | 2 - 0     | El Porvenir       | Central Córdoba (R)  | 16 de mayo |         |
| Lanús                | 2 - 0     | Temperley         | Lanús                | 16 de mayo |         |
| Argentino de Quilmes | 2 - 4     | Sportivo Dock Sud | Argentino de Quilmes | 16 de mayo |         |

| Fecha 5           | Fecha 5   | Fecha 5              | Fecha 5           | Fecha 5    | Fecha 5 |
| Local             | Resultado | Visitante            | Estadio           | Fecha      |         |
| ----------------- | --------- | -------------------- | ----------------- | ---------- | ------- |
| Sportivo Dock Sud | 1 - 1     | Lanús                | Sportivo Dock Sud | 23 de mayo |         |
| Temperley         | 1 - 1     | Central Córdoba (R)  | Temperley         | 23 de mayo |         |
| El Porvenir       | 4 - 4     | Deportivo Italiano   | El Porvenir       | 23 de mayo |         |
| Talleres (RdE)    | 2 - 0     | Los Andes            | Talleres (RdE)    | 23 de mayo |         |
| Quilmes           | 4 - 0     | San Telmo            | Quilmes           | 23 de mayo |         |
| Unión             | 5 - 0     | Argentino de Quilmes | Unión             | 24 de mayo |         |

| Fecha 6             | Fecha 6   | Fecha 6              | Fecha 6             | Fecha 6    | Fecha 6 |
| Local               | Resultado | Visitante            | Estadio             | Fecha      |         |
| ------------------- | --------- | -------------------- | ------------------- | ---------- | ------- |
| Quilmes             | 4 - 1     | Unión                | Quilmes             | 30 de mayo |         |
| San Telmo           | 2 - 2     | Talleres (RdE)       | San Telmo           | 30 de mayo |         |
| Los Andes           | 2 - 1     | El Porvenir          | Los Andes           | 30 de mayo |         |
| Deportivo Italiano  | 1 - 2     | Temperley            | Huracán             | 30 de mayo |         |
| Central Córdoba (R) | 2 - 0     | Sportivo Dock Sud    | Central Córdoba (R) | 30 de mayo |         |
| Lanús               | 1 - 1     | Argentino de Quilmes | Lanús               | 30 de mayo |         |

| Fecha 7              | Fecha 7   | Fecha 7             | Fecha 7              | Fecha 7    | Fecha 7 |
| Local                | Resultado | Visitante           | Estadio              | Fecha      |         |
| -------------------- | --------- | ------------------- | -------------------- | ---------- | ------- |
| Argentino de Quilmes | 1 - 0     | Central Córdoba (R) | Argentino de Quilmes | 6 de junio |         |
| Sportivo Dock Sud    | 1 - 1     | Deportivo Italiano  | Sportivo Dock Sud    | 6 de junio |         |
| Temperley            | 1 - 0     | Los Andes           | Temperley            | 6 de junio |         |
| El Porvenir          | 2 - 2     | San Telmo           | El Porvenir          | 6 de junio |         |
| Talleres (RdE)       | 2 - 6     | Quilmes             | Talleres (RdE)       | 6 de junio |         |
| Unión                | 1 - 1     | Lanús               | Unión                | 7 de junio |         |

| Fecha 8             | Fecha 8   | Fecha 8              | Fecha 8             | Fecha 8     | Fecha 8 |
| Local               | Resultado | Visitante            | Estadio             | Fecha       |         |
| ------------------- | --------- | -------------------- | ------------------- | ----------- | ------- |
| Talleres (RdE)      | 1 - 1     | Unión                | Talleres (RdE)      | 13 de junio |         |
| Quilmes             | 3 - 1     | El Porvenir          | Quilmes             | 13 de junio |         |
| San Telmo           | 1 - 2     | Temperley            | San Telmo           | 13 de junio |         |
| Los Andes           | 4 - 2     | Sportivo Dock Sud    | Los Andes           | 13 de junio |         |
| Deportivo Italiano  | 3 - 0     | Argentino de Quilmes | Huracán             | 13 de junio |         |
| Central Córdoba (R) | 2 - 0     | Lanús                | Central Córdoba (R) | 13 de junio |         |

| Fecha 9              | Fecha 9   | Fecha 9             | Fecha 9              | Fecha 9     | Fecha 9 |
| Local                | Resultado | Visitante           | Estadio              | Fecha       |         |
| -------------------- | --------- | ------------------- | -------------------- | ----------- | ------- |
| Lanús                | 5 - 1     | Deportivo Italiano  | Lanús                | 20 de junio |         |
| Argentino de Quilmes | 3 - 0     | Los Andes           | Argentino de Quilmes | 20 de junio |         |
| Sportivo Dock Sud    | 1 - 2     | San Telmo           | Sportivo Dock Sud    | 20 de junio |         |
| Temperley            | 1 - 2     | Quilmes             | Temperley            | 20 de junio |         |
| El Porvenir          | 2 - 1     | Talleres (RdE)      | El Porvenir          | 20 de junio |         |
| Unión                | 1 - 0     | Central Córdoba (R) | Unión                | 21 de junio |         |

| Fecha 10           | Fecha 10  | Fecha 10             | Fecha 10       | Fecha 10    | Fecha 10 |
| Local              | Resultado | Visitante            | Estadio        | Fecha       |          |
| ------------------ | --------- | -------------------- | -------------- | ----------- | -------- |
| El Porvenir        | 1 - 2     | Unión                | El Porvenir    | 27 de junio |          |
| Talleres (RdE)     | 1 - 1     | Temperley            | Talleres (RdE) | 27 de junio |          |
| Quilmes            | 0 - 2     | Sportivo Dock Sud    | Quilmes        | 27 de junio |          |
| San Telmo          | 2 - 2     | Argentino de Quilmes | San Telmo      | 27 de junio |          |
| Los Andes          | 2 - 1     | Lanús                | Los Andes      | 27 de junio |          |
| Deportivo Italiano | 1 - 1     | Central Córdoba (R)  | Huracán        | 27 de junio |          |

| Fecha 11             | Fecha 11  | Fecha 11           | Fecha 11             | Fecha 11   | Fecha 11 |
| Local                | Resultado | Visitante          | Estadio              | Fecha      |          |
| -------------------- | --------- | ------------------ | -------------------- | ---------- | -------- |
| Central Córdoba (R)  | 1 - 0     | Los Andes          | Central Córdoba (R)  | 4 de julio |          |
| Lanús                | 1 - 0     | San Telmo          | Lanús                | 4 de julio |          |
| Argentino de Quilmes | 1 - 0     | Quilmes            | Argentino de Quilmes | 4 de julio |          |
| Sportivo Dock Sud    | 4 - 1     | Talleres (RdE)     | Sportivo Dock Sud    | 4 de julio |          |
| Temperley            | 3 - 1     | El Porvenir        | Temperley            | 4 de julio |          |
| Unión                | 1 - 1     | Deportivo Italiano | Unión                | 5 de julio |          |

Segunda Rueda
| Fecha 12             | Fecha 12  | Fecha 12       | Fecha 12             | Fecha 12    | Fecha 12 |
| Local                | Resultado | Visitante      | Estadio              | Fecha       |          |
| -------------------- | --------- | -------------- | -------------------- | ----------- | -------- |
| Temperley            | 2 - 0     | Unión          | Temperley            | 11 de julio |          |
| Sportivo Dock Sud    | 0 - 3     | El Porvenir    | Sportivo Dock Sud    | 11 de julio |          |
| Argentino de Quilmes | 1 - 1     | Talleres (RdE) | Argentino de Quilmes | 11 de julio |          |
| Lanús                | 2 - 2     | Quilmes        | Lanús                | 11 de julio |          |
| Central Córdoba (R)  | 1 - 1     | San Telmo      | Central Córdoba (R)  | 11 de julio |          |
| Deportivo Italiano   | 2 - 1     | Los Andes      | Huracán              | 11 de julio |          |

| Fecha 13       | Fecha 13  | Fecha 13             | Fecha 13       | Fecha 13    | Fecha 13 |
| Local          | Resultado | Visitante            | Estadio        | Fecha       |          |
| -------------- | --------- | -------------------- | -------------- | ----------- | -------- |
| San Telmo      | 3 - 5     | Deportivo Italiano   | San Telmo      | 18 de julio |          |
| Quilmes        | 1 - 1     | Central Córdoba (R)  | Quilmes        | 18 de julio |          |
| Talleres (RdE) | 1 - 2     | Lanús                | Talleres (RdE) | 18 de julio |          |
| El Porvenir    | 3 - 2     | Argentino de Quilmes | El Porvenir    | 18 de julio |          |
| Temperley      | 4 - 2     | Sportivo Dock Sud    | Temperley      | 18 de julio |          |
| Unión          | 3 - 0     | Los Andes            | Unión          | 19 de julio |          |

| Fecha 14             | Fecha 14  | Fecha 14       | Fecha 14             | Fecha 14    | Fecha 14 |
| Local                | Resultado | Visitante      | Estadio              | Fecha       |          |
| -------------------- | --------- | -------------- | -------------------- | ----------- | -------- |
| Sportivo Dock Sud    | 1 - 2     | Unión          | Sportivo Dock Sud    | 25 de julio |          |
| Argentino de Quilmes | 0 - 2     | Temperley      | Argentino de Quilmes | 25 de julio |          |
| Lanús                | 1 - 2     | El Porvenir    | Lanús                | 25 de julio |          |
| Central Córdoba (R)  | 1 - 0     | Talleres (RdE) | Central Córdoba (R)  | 25 de julio |          |
| Deportivo Italiano   | 2 - 3     | Quilmes        | Huracán              | 25 de julio |          |
| Los Andes            | 2 - 0     | San Telmo      | Los Andes            | 25 de julio |          |

| Fecha 15          | Fecha 15  | Fecha 15             | Fecha 15          | Fecha 15    | Fecha 15 |
| Local             | Resultado | Visitante            | Estadio           | Fecha       |          |
| ----------------- | --------- | -------------------- | ----------------- | ----------- | -------- |
| Quilmes           | 3 - 1     | Los Andes            | Quilmes           | 1 de agosto |          |
| Talleres (RdE)    | 1 - 2     | Deportivo Italiano   | Talleres (RdE)    | 1 de agosto |          |
| El Porvenir       | 3 - 1     | Central Córdoba (R)  | El Porvenir       | 1 de agosto |          |
| Temperley         | 2 - 0     | Lanús                | Temperley         | 1 de agosto |          |
| Sportivo Dock Sud | 3 - 1     | Argentino de Quilmes | Sportivo Dock Sud | 1 de agosto |          |
| Unión             | 3 - 0     | San Telmo            | Unión             | 2 de agosto |          |

| Fecha 16             | Fecha 16  | Fecha 16          | Fecha 16             | Fecha 16    | Fecha 16 |
| Local                | Resultado | Visitante         | Estadio              | Fecha       |          |
| -------------------- | --------- | ----------------- | -------------------- | ----------- | -------- |
| Argentino de Quilmes | 3 - 2     | Unión             | Argentino de Quilmes | 8 de agosto |          |
| Lanús                | 4 - 2     | Sportivo Dock Sud | Lanús                | 8 de agosto |          |
| Central Córdoba (R)  | 1 - 1     | Temperley         | Central Córdoba (R)  | 8 de agosto |          |
| Deportivo Italiano   | 5 - 0     | El Porvenir       | Huracán              | 8 de agosto |          |
| Los Andes            | 5 - 3     | Talleres (RdE)    | Los Andes            | 8 de agosto |          |
| San Telmo            | 2 - 0     | Quilmes           | San Telmo            | 8 de agosto |          |

| Fecha 17             | Fecha 17  | Fecha 17            | Fecha 17             | Fecha 17     | Fecha 17 |
| Local                | Resultado | Visitante           | Estadio              | Fecha        |          |
| -------------------- | --------- | ------------------- | -------------------- | ------------ | -------- |
| Talleres (RdE)       | 2 - 0     | San Telmo           | Talleres (RdE)       | 15 de agosto |          |
| El Porvenir          | 1 - 2     | Los Andes           | El Porvenir          | 15 de agosto |          |
| Temperley            | 0 - 0     | Deportivo Italiano  | Temperley            | 15 de agosto |          |
| Sportivo Dock Sud    | 0 - 2     | Central Córdoba (R) | Sportivo Dock Sud    | 15 de agosto |          |
| Argentino de Quilmes | 0 - 3     | Lanús               | Argentino de Quilmes | 15 de agosto |          |
| Unión                | 2 - 0     | Quilmes             | Unión                | 16 de agosto |          |

| Fecha 18            | Fecha 18  | Fecha 18             | Fecha 18            | Fecha 18     | Fecha 18 |
| Local               | Resultado | Visitante            | Estadio             | Fecha        |          |
| ------------------- | --------- | -------------------- | ------------------- | ------------ | -------- |
| Lanús               | 1 - 1     | Unión                | Lanús               | 22 de agosto |          |
| Central Córdoba (R) | 2 - 0     | Argentino de Quilmes | Central Córdoba (R) | 22 de agosto |          |
| Deportivo Italiano  | 2 - 2     | Sportivo Dock Sud    | Huracán             | 22 de agosto |          |
| Los Andes           | 1 - 2     | Temperley            | Los Andes           | 22 de agosto |          |
| San Telmo           | 0 - 2     | El Porvenir          | San Telmo           | 22 de agosto |          |
| Quilmes             | 1 - 2     | Talleres (RdE)       | Quilmes             | 22 de agosto |          |

| Fecha 19             | Fecha 19  | Fecha 19            | Fecha 19             | Fecha 19     | Fecha 19 |
| Local                | Resultado | Visitante           | Estadio              | Fecha        |          |
| -------------------- | --------- | ------------------- | -------------------- | ------------ | -------- |
| Unión                | 4 - 0     | Talleres (RdE)      | Unión                | 29 de agosto |          |
| El Porvenir          | 0 - 1     | Quilmes             | El Porvenir          | 29 de agosto |          |
| Temperley            | 3 - 1     | San Telmo           | Temperley            | 29 de agosto |          |
| Sportivo Dock Sud    | 1 - 1     | Los Andes           | Sportivo Dock Sud    | 29 de agosto |          |
| Argentino de Quilmes | 2 - 3     | Deportivo Italiano  | Argentino de Quilmes | 29 de agosto |          |
| Lanús                | 0 - 0     | Central Córdoba (R) | Lanús                | 29 de agosto |          |

| Fecha 20            | Fecha 20  | Fecha 20             | Fecha 20            | Fecha 20        | Fecha 20 |
| Local               | Resultado | Visitante            | Estadio             | Fecha           |          |
| ------------------- | --------- | -------------------- | ------------------- | --------------- | -------- |
| Central Córdoba (R) | 1 - 0     | Unión                | Central Córdoba (R) | 6 de septiembre |          |
| Deportivo Italiano  | 0 - 3     | Lanús                | Huracán             | 6 de septiembre |          |
| Los Andes           | 2 - 0     | Argentino de Quilmes | Los Andes           | 6 de septiembre |          |
| San Telmo           | 0 - 0     | Sportivo Dock Sud    | San Telmo           | 6 de septiembre |          |
| Quilmes             | 1 - 0     | Temperley            | Quilmes             | 6 de septiembre |          |
| Talleres (RdE)      | 1 - 1     | El Porvenir          | Talleres (RdE)      | 6 de septiembre |          |

| Fecha 21             | Fecha 21  | Fecha 21           | Fecha 21             | Fecha 21         | Fecha 21 |
| Local                | Resultado | Visitante          | Estadio              | Fecha            |          |
| -------------------- | --------- | ------------------ | -------------------- | ---------------- | -------- |
| Unión                | 1 - 0     | El Porvenir        | Unión                | 12 de septiembre |          |
| Temperley            | 1 - 0     | Talleres (RdE)     | Temperley            | 12 de septiembre |          |
| Sportivo Dock Sud    | 1 - 1     | Quilmes            | Sportivo Dock Sud    | 12 de septiembre |          |
| Argentino de Quilmes | 1 - 1     | San Telmo          | Argentino de Quilmes | 12 de septiembre |          |
| Lanús                | 3 - 1     | Los Andes          | Lanús                | 12 de septiembre |          |
| Central Córdoba (R)  | 2 - 0     | Deportivo Italiano | Central Córdoba (R)  | 12 de septiembre |          |

| Fecha 22           | Fecha 22  | Fecha 22             | Fecha 22       | Fecha 22         | Fecha 22 |
| Local              | Resultado | Visitante            | Estadio        | Fecha            |          |
| ------------------ | --------- | -------------------- | -------------- | ---------------- | -------- |
| Deportivo Italiano | 3 - 0     | Unión                | Huracán        | 19 de septiembre |          |
| Los Andes          | 2 - 1     | Central Córdoba (R)  | Los Andes      | 19 de septiembre |          |
| San Telmo          | 0 - 1     | Lanús                | San Telmo      | 19 de septiembre |          |
| Quilmes            | 4 - 1     | Argentino de Quilmes | Quilmes        | 19 de septiembre |          |
| Talleres (RdE)     | 1 - 1     | Sportivo Dock Sud    | Talleres (RdE) | 19 de septiembre |          |
| El Porvenir        | 1 - 4     | Temperley            | El Porvenir    | 19 de septiembre |          |

## Torneo Final

### Tabla de posiciones final
| Pos. | Equipo              | Pts. | PJ | PG | PE | PP | GF | GC | Dif. |
| ---- | ------------------- | ---- | -- | -- | -- | -- | -- | -- | ---- |
| 1.º  | Lanús               | 16   | 11 | 7  | 2  | 2  | 23 | 11 | 12   |
| 2.º  | Nueva Chicago       | 14   | 11 | 6  | 2  | 3  | 18 | 8  | 10   |
| 2.º  | Deportivo Español   | 14   | 11 | 6  | 2  | 3  | 20 | 12 | 8    |
| 2.º  | All Boys            | 14   | 11 | 5  | 4  | 2  | 18 | 11 | 7    |
| 2.º  | Platense            | 14   | 11 | 6  | 2  | 3  | 13 | 7  | 6    |
| 2.º  | Almagro             | 14   | 11 | 5  | 4  | 2  | 12 | 8  | 4    |
| 7.º  | Temperley           | 12   | 11 | 5  | 2  | 4  | 18 | 17 | 1    |
| 8.º  | Unión               | 10   | 11 | 4  | 2  | 5  | 18 | 20 | −2   |
| 9.º  | Quilmes             | 7    | 11 | 3  | 1  | 7  | 14 | 21 | −7   |
| 10.º | Italiano            | 7    | 11 | 2  | 3  | 6  | 16 | 24 | −8   |
| 11.º | Central Córdoba (R) | 6    | 11 | 1  | 4  | 6  | 11 | 28 | −17  |
| 12.º | Deportivo Morón     | 4    | 11 | 1  | 2  | 8  | 9  | 23 | −14  |

|  | Campeón, ascendió a la Primera División.                                               |
|  | Jugaron una ronda de desempate por el segundo puesto, que otorgaba el segundo ascenso. |

|  |

|  |

## Resultados
El Torneo Final se jugó a una sola rueda y en canchas neutrales.
| Fecha 1            | Fecha 1   | Fecha 1             | Fecha 1            | Fecha 1          | Fecha 1 |
|                    | Resultado |                     | Estadio            | Fecha            |         |
| ------------------ | --------- | ------------------- | ------------------ | ---------------- | ------- |
| Deportivo Morón    | 1 - 3     | Platense            | Ferro Carril Oeste | 26 de septiembre |         |
| Temperley          | 2 - 0     | Central Córdoba (R) | Banfield           | 26 de septiembre |         |
| All Boys           | 0 - 1     | Almagro             | Atlanta            | 26 de septiembre |         |
| Quilmes            | 0 - 4     | Nueva Chicago       | Boca Juniors       | 26 de septiembre |         |
| Deportivo Italiano | 2 - 1     | Lanús               | Racing             | 26 de septiembre |         |
| Unión              | 0 - 3     | Deportivo Español   | Chacarita Juniors  | 26 de septiembre |         |

| Fecha 2             | Fecha 2   | Fecha 2            | Fecha 2            | Fecha 2      | Fecha 2 |
|                     | Resultado |                    | Estadio            | Fecha        |         |
| ------------------- | --------- | ------------------ | ------------------ | ------------ | ------- |
| Unión               | 1 - 2     | Deportivo Morón    | Nueva Chicago      | 3 de octubre |         |
| Deportivo Español   | 2 - 2     | Deportivo Italiano | Ferro Carril Oeste | 3 de octubre |         |
| Lanús               | 1 - 0     | Quilmes            | Independiente      | 3 de octubre |         |
| Nueva Chicago       | 0 - 0     | All Boys           | Vélez Sarsfield    | 3 de octubre |         |
| Almagro             | 2 - 0     | Temperley          | Huracán            | 3 de octubre |         |
| Central Córdoba (R) | 0 - 0     | Platense           | Atlanta            | 3 de octubre |         |

| Fecha 3            | Fecha 3   | Fecha 3             | Fecha 3            | Fecha 3       | Fecha 3 |
|                    | Resultado |                     | Estadio            | Fecha         |         |
| ------------------ | --------- | ------------------- | ------------------ | ------------- | ------- |
| Deportivo Morón    | 2 - 4     | Central Córdoba (R) | Newell's Old Boys  | 10 de octubre |         |
| Platense           | 0 - 0     | Almagro             | Atlanta            | 10 de octubre |         |
| Temperley          | 2 - 1     | Nueva Chicago       | Ferro Carril Oeste | 10 de octubre |         |
| All Boys           | 0 - 1     | Lanús               | Argentinos Juniors | 10 de octubre |         |
| Quilmes            | 0 - 2     | Deportivo Español   | Independiente      | 10 de octubre |         |
| Deportivo Italiano | 1 - 5     | Unión               | Nueva Chicago      | 10 de octubre |         |

| Fecha 4            | Fecha 4   | Fecha 4             | Fecha 4            | Fecha 4       | Fecha 4 |
|                    | Resultado |                     | Estadio            | Fecha         |         |
| ------------------ | --------- | ------------------- | ------------------ | ------------- | ------- |
| Deportivo Italiano | 0 - 0     | Deportivo Morón     | Almagro            | 17 de octubre |         |
| Unión              | 0 - 2     | Quilmes             | Atlanta            | 17 de octubre |         |
| Deportivo Español  | 0 - 1     | All Boys            | Ferro Carril Oeste | 17 de octubre |         |
| Lanús              | 1 - 1     | Temperley           | Banfield           | 17 de octubre |         |
| Nueva Chicago      | 1 - 0     | Platense            | Huracán            | 17 de octubre |         |
| Almagro            | 0 - 0     | Central Córdoba (R) | All Boys           | 17 de octubre |         |

| Fecha 5             | Fecha 5   | Fecha 5            | Fecha 5            | Fecha 5       | Fecha 5 |
|                     | Resultado |                    | Estadio            | Fecha         |         |
| ------------------- | --------- | ------------------ | ------------------ | ------------- | ------- |
| Deportivo Morón     | 1 - 1     | Almagro            | Argentinos Juniors | 24 de octubre |         |
| Central Córdoba (R) | 0 - 3     | Nueva Chicago      | Atlanta            | 24 de octubre |         |
| Platense            | 1 - 2     | Lanús              | Ferro Carril Oeste | 24 de octubre |         |
| Temperley           | 1 - 3     | Deportivo Español  | Independiente      | 24 de octubre |         |
| All Boys            | 1 - 1     | Unión              | Platense           | 24 de octubre |         |
| Quilmes             | 5 - 3     | Deportivo Italiano | Talleres (RdE)     | 24 de octubre |         |

| Fecha 6            | Fecha 6   | Fecha 6             | Fecha 6            | Fecha 6       | Fecha 6 |
|                    | Resultado |                     | Estadio            | Fecha         |         |
| ------------------ | --------- | ------------------- | ------------------ | ------------- | ------- |
| Quilmes            | 3 - 1     | Deportivo Morón     | Racing             | 31 de octubre |         |
| Deportivo Italiano | 2 - 2     | All Boys            | Ferro Carril Oeste | 31 de octubre |         |
| Unión              | 2 - 1     | Temperley           | Colón              | 31 de octubre |         |
| Deportivo Español  | 0 - 2     | Platense            | San Lorenzo        | 31 de octubre |         |
| Lanús              | 6 - 1     | Central Córdoba (R) | Talleres (RdE)     | 31 de octubre |         |
| Nueva Chicago      | 0 - 0     | Almagro             | Atlanta            | 31 de octubre |         |

| Fecha 7             | Fecha 7   | Fecha 7            | Fecha 7            | Fecha 7        | Fecha 7 |
|                     | Resultado |                    | Estadio            | Fecha          |         |
| ------------------- | --------- | ------------------ | ------------------ | -------------- | ------- |
| Deportivo Morón     | 1 - 2     | Nueva Chicago      | Atlanta            | 7 de noviembre |         |
| Almagro             | 2 - 1     | Lanús              | Ferro Carril Oeste | 7 de noviembre |         |
| Central Córdoba (R) | 1 - 1     | Deportivo Español  | Independiente      | 7 de noviembre |         |
| Platense            | 2 - 1     | Unión              | Argentinos Juniors | 7 de noviembre |         |
| Temperley           | 2 - 1     | Deportivo Italiano | Lanús              | 7 de noviembre |         |
| All Boys            | 2 - 0     | Quilmes            | San Lorenzo        | 7 de noviembre |         |

| Fecha 8            | Fecha 8   | Fecha 8             | Fecha 8            | Fecha 8         | Fecha 8 |
|                    | Resultado |                     | Estadio            | Fecha           |         |
| ------------------ | --------- | ------------------- | ------------------ | --------------- | ------- |
| All Boys           | 1 - 0     | Deportivo Morón     | Nueva Chicago      | 14 de noviembre |         |
| Quilmes            | 2 - 4     | Temperley           | Banfield           | 14 de noviembre |         |
| Deportivo Italiano | 0 - 1     | Platense            | Ferro Carril Oeste | 14 de noviembre |         |
| Unión              | 3 - 1     | Central Córdoba (R) | Newell's Old Boys  | 14 de noviembre |         |
| Deportivo Español  | 2 - 0     | Almagro             | Atlanta            | 14 de noviembre |         |
| Lanús              | 1 - 0     | Nueva Chicago       | San Lorenzo        | 14 de noviembre |         |

| Fecha 9             | Fecha 9   | Fecha 9            | Fecha 9            | Fecha 9         | Fecha 9 |
|                     | Resultado |                    | Estadio            | Fecha           |         |
| ------------------- | --------- | ------------------ | ------------------ | --------------- | ------- |
| Deportivo Morón     | 0 - 2     | Lanús              | Ferro Carril Oeste | 21 de noviembre |         |
| Nueva Chicago       | 1 - 3     | Deportivo Español  | Huracán            | 21 de noviembre |         |
| Almagro             | 1 - 2     | Unión              | Argentinos Juniors | 21 de noviembre |         |
| Central Córdoba (R) | 0 - 3     | Deportivo Italiano | Tigre              | 21 de noviembre |         |
| Platense            | 1 - 0     | Quilmes            | Atlanta            | 21 de noviembre |         |
| Temperley           | 2 - 2     | All Boys           | Racing             | 21 de noviembre |         |

| Fecha 10           | Fecha 10  | Fecha 10            | Fecha 10           | Fecha 10        | Fecha 10 |
|                    | Resultado |                     | Estadio            | Fecha           |          |
| ------------------ | --------- | ------------------- | ------------------ | --------------- | -------- |
| Temperley          | 3 - 1     | Deportivo Morón     | Banfield           | 28 de noviembre |          |
| All Boys           | 2 - 1     | Platense            | Ferro Carril Oeste | 28 de noviembre |          |
| Quilmes            | 1 - 1     | Central Córdoba (R) | Sportivo Dock Sud  | 28 de noviembre |          |
| Deportivo Italiano | 1 - 3     | Almagro             | Platense           | 28 de noviembre |          |
| Unión              | 0 - 3     | Nueva Chicago       | Atlanta            | 28 de noviembre |          |
| Deportivo Español  | 1 - 4     | Lanús               | Huracán            | 28 de noviembre |          |

| Fecha 11            | Fecha 11  | Fecha 11           | Fecha 11           | Fecha 11       | Fecha 11 |
|                     | Resultado |                    | Estadio            | Fecha          |          |
| ------------------- | --------- | ------------------ | ------------------ | -------------- | -------- |
| Deportivo Morón     | 0 - 3     | Deportivo Español  | Ferro Carril Oeste | 5 de diciembre |          |
| Lanús               | 3 - 3     | Unión              | Lanús              | 5 de diciembre |          |
| Nueva Chicago       | 3 - 1     | Deportivo Italiano | San Lorenzo        | 5 de diciembre |          |
| Almagro             | 2 - 1     | Quilmes            | Huracán            | 5 de diciembre |          |
| Central Córdoba (R) | 3 - 7     | All Boys           | Platense           | 5 de diciembre |          |
| Platense            | 2 - 0     | Temperley          | Atlanta            | 5 de diciembre |          |

| 1. |

### Desempate del segundo puesto
| Pos. | Equipo            | Pts. | PJ | PG | PE | PP | GF | GC | Dif. |
| ---- | ----------------- | ---- | -- | -- | -- | -- | -- | -- | ---- |
| 1.º  | Platense          | 7    | 4  | 3  | 1  | 0  | 6  | 2  | 4    |
| 2.º  | All Boys          | 6    | 4  | 3  | 0  | 1  | 6  | 3  | 3    |
| 3.º  | Deportivo Español | 3    | 4  | 1  | 1  | 2  | 6  | 6  | 0    |
| 4.º  | Nueva Chicago     | 3    | 4  | 1  | 1  | 2  | 4  | 5  | −1   |
| 5.º  | Almagro           | 1    | 4  | 0  | 1  | 3  | 2  | 8  | −6   |

|  | Ganador. Ascendió a la Primera División. |

|  |

|  |

## Resultados
El desempate por el segundo ascenso se jugó a una sola rueda y en canchas neutrales.
| Fecha 1         | Fecha 1   | Fecha 1           | Fecha 1     | Fecha 1         | Fecha 1 |
|                 | Resultado |                   | Estadio     | Fecha           |         |
| --------------- | --------- | ----------------- | ----------- | --------------- | ------- |
| All Boys        | 1 - 0     | Nueva Chicago     | Atlanta     | 11 de diciembre |         |
| Almagro         | 0 - 3     | Deportivo Español | San Lorenzo | 11 de diciembre |         |
| Libre: Platense |           |                   |             |                 |         |

| Fecha 2           | Fecha 2   | Fecha 2  | Fecha 2     | Fecha 2         | Fecha 2 |
|                   | Resultado |          | Estadio     | Fecha           |         |
| ----------------- | --------- | -------- | ----------- | --------------- | ------- |
| Deportivo Español | 1 - 3     | All Boys | Atlanta     | 15 de diciembre |         |
| Nueva Chicago     | 0 - 1     | Platense | San Lorenzo | 15 de diciembre |         |
| Libre: Almagro    |           |          |             |                 |         |

| Fecha 3              | Fecha 3   | Fecha 3           | Fecha 3     | Fecha 3         | Fecha 3 |
|                      | Resultado |                   | Estadio     | Fecha           |         |
| -------------------- | --------- | ----------------- | ----------- | --------------- | ------- |
| Platense             | 1 - 1     | Deportivo Español | Atlanta     | 19 de diciembre |         |
| All Boys             | 1 - 0     | Almagro           | San Lorenzo | 19 de diciembre |         |
| Libre: Nueva Chicago |           |                   |             |                 |         |

| Fecha 4           | Fecha 4   | Fecha 4       | Fecha 4     | Fecha 4         | Fecha 4 |
|                   | Resultado |               | Estadio     | Fecha           |         |
| ----------------- | --------- | ------------- | ----------- | --------------- | ------- |
| Almagro           | 0 - 2     | Platense      | Atlanta     | 23 de diciembre |         |
| Deportivo Español | 1 - 2     | Nueva Chicago | San Lorenzo | 23 de diciembre |         |
| Libre: All Boys   |           |               |             |                 |         |

| Fecha 5                  | Fecha 5   | Fecha 5  | Fecha 5     | Fecha 5         | Fecha 5 |
|                          | Resultado |          | Estadio     | Fecha           |         |
| ------------------------ | --------- | -------- | ----------- | --------------- | ------- |
| Nueva Chicago            | 2 - 2     | Almagro  | Atlanta     | 29 de diciembre |         |
| Platense                 | 2 - 1     | All Boys | San Lorenzo | 29 de diciembre |         |
| Libre: Deportivo Español |           |          |             |                 |         |

| 1. |

## Torneo de Honor

### Tabla de posiciones final
| Pos. | Equipo                 | Pts. | PJ | PG | PE | PP | GF | GC | Dif. |
| ---- | ---------------------- | ---- | -- | -- | -- | -- | -- | -- | ---- |
| 1.º  | Los Andes              | 20   | 11 | 9  | 2  | 0  | 23 | 9  | 14   |
| 2.º  | San Telmo              | 15   | 11 | 7  | 1  | 3  | 23 | 11 | 12   |
| 2.º  | Villa Dalmine          | 15   | 11 | 6  | 3  | 2  | 20 | 12 | 8    |
| 4.º  | Colón                  | 13   | 11 | 5  | 3  | 3  | 21 | 7  | 14   |
| 5.º  | Dock Sud               | 13   | 11 | 3  | 7  | 1  | 20 | 18 | 2    |
| 2.º  | Sarmiento              | 12   | 11 | 4  | 4  | 3  | 15 | 12 | 3    |
| 7.º  | Talleres               | 10   | 11 | 3  | 4  | 4  | 21 | 22 | −1   |
| 8.º  | Excursionistas         | 10   | 11 | 3  | 4  | 4  | 18 | 22 | −4   |
| 9.º  | Tigre                  | 9    | 11 | 3  | 3  | 5  | 18 | 20 | −2   |
| 10.º | Argentino de Quilmes   | 6    | 11 | 2  | 2  | 7  | 7  | 29 | −22  |
| 11.º | El Porvenir            | 6    | 11 | 1  | 4  | 6  | 15 | 26 | −11  |
| 12.º | Defensores de Belgrano | 3    | 11 | 0  | 3  | 8  | 9  | 23 | −14  |

|  | Ganador.                                    |
|  | Jugaron un desempate por el segundo puesto. |

|  |

|  |

## Resultados
El Torneo de Honor se jugó a una sola rueda y en canchas neutrales.
| Fecha 1                | Fecha 1   | Fecha 1              | Fecha 1                | Fecha 1          | Fecha 1 |
|                        | Resultado |                      | Estadio                | Fecha            |         |
| ---------------------- | --------- | -------------------- | ---------------------- | ---------------- | ------- |
| Tigre                  | 0 - 0     | Sarmiento            | Almagro                | 26 de septiembre |         |
| Colón                  | 2 - 0     | San Telmo            | Talleres (RdE)         | 26 de septiembre |         |
| Sportivo Dock Sud      | 2 - 0     | Argentino de Quilmes | San Telmo              | 26 de septiembre |         |
| Defensores de Belgrano | 1 - 4     | Talleres (RdE)       | Tigre                  | 26 de septiembre |         |
| Los Andes              | 2 - 1     | El Porvenir          | Lanús                  | 26 de septiembre |         |
| Villa Dálmine          | 1 - 1     | Excursionistas       | Defensores de Belgrano | 26 de septiembre |         |

| Fecha 2              | Fecha 2   | Fecha 2                | Fecha 2                | Fecha 2      | Fecha 2 |
|                      | Resultado |                        | Estadio                | Fecha        |         |
| -------------------- | --------- | ---------------------- | ---------------------- | ------------ | ------- |
| Villa Dálmine        | 1 - 0     | Tigre                  | Platense               | 3 de octubre |         |
| Excursionistas       | 0 - 1     | Los Andes              | Defensores de Belgrano | 3 de octubre |         |
| El Porvenir          | 1 - 0     | Defensores de Belgrano | San Telmo              | 3 de octubre |         |
| Talleres (RdE)       | 1 - 1     | Sportivo Dock Sud      | Lanús                  | 3 de octubre |         |
| Argentino de Quilmes | 0 - 5     | Colón                  | Quilmes                | 3 de octubre |         |
| San Telmo            | 0 - 1     | Sarmiento              | Almagro                | 3 de octubre |         |

| Fecha 3                | Fecha 3   | Fecha 3              | Fecha 3                | Fecha 3       | Fecha 3 |
|                        | Resultado |                      | Estadio                | Fecha         |         |
| ---------------------- | --------- | -------------------- | ---------------------- | ------------- | ------- |
| Tigre                  | 0 - 4     | San Telmo            | Defensores de Belgrano | 10 de octubre |         |
| Sarmiento              | 0 - 2     | Argentino de Quilmes | Talleres (RdE)         | 10 de octubre |         |
| Colón                  | 2 - 3     | Talleres (RdE)       | Deportivo Morón        | 10 de octubre |         |
| Sportivo Dock Sud      | 4 - 4     | El Porvenir          | San Telmo              | 10 de octubre |         |
| Defensores de Belgrano | 0 - 0     | Excursionistas       | Platense               | 10 de octubre |         |
| Los Andes              | 3 - 2     | Villa Dálmine        | Temperley              | 10 de octubre |         |

| Fecha 4              | Fecha 4   | Fecha 4                | Fecha 4                | Fecha 4       | Fecha 4 |
|                      | Resultado |                        | Estadio                | Fecha         |         |
| -------------------- | --------- | ---------------------- | ---------------------- | ------------- | ------- |
| Los Andes            | 2 - 2     | Tigre                  | Temperley              | 17 de octubre |         |
| Villa Dálmine        | 2 - 0     | Defensores de Belgrano | Tigre                  | 17 de octubre |         |
| Excursionistas       | 1 - 1     | Sportivo Dock Sud      | Defensores de Belgrano | 17 de octubre |         |
| El Porvenir          | 1 - 3     | Colón                  | Talleres (RdE)         | 17 de octubre |         |
| Talleres (RdE)       | 2 - 2     | Sarmiento              | El Porvenir            | 17 de octubre |         |
| Argentino de Quilmes | 0 - 2     | San Telmo              | Sportivo Dock Sud      | 17 de octubre |         |

| Fecha 5                | Fecha 5   | Fecha 5              | Fecha 5                | Fecha 5       | Fecha 5 |
|                        | Resultado |                      | Estadio                | Fecha         |         |
| ---------------------- | --------- | -------------------- | ---------------------- | ------------- | ------- |
| Tigre                  | 4 - 1     | Argentino de Quilmes | Defensores de Belgrano | 24 de octubre |         |
| San Telmo              | 2 - 1     | Talleres (RdE)       | Lanús                  | 24 de octubre |         |
| Sarmiento              | 5 - 2     | El Porvenir          | Nueva Chicago          | 24 de octubre |         |
| Sportivo Dock Sud      | 1 - 1     | Villa Dálmine        | San Telmo              | 24 de octubre |         |
| Defensores de Belgrano | 1 - 2     | Los Andes            | Excursionistas         | 24 de octubre |         |
| Colón                  | 7 - 0     | Excursionistas       | Unión                  | 25 de octubre |         |

| Fecha 6                | Fecha 6   | Fecha 6              | Fecha 6           | Fecha 6       | Fecha 6 |
|                        | Resultado |                      | Estadio           | Fecha         |         |
| ---------------------- | --------- | -------------------- | ----------------- | ------------- | ------- |
| Defensores de Belgrano | 2 - 2     | Tigre                | Excursionistas    | 31 de octubre |         |
| Los Andes              | 4 - 1     | Sportivo Dock Sud    | Temperley         | 31 de octubre |         |
| Villa Dálmine          | 0 - 0     | Colón                | Almagro           | 31 de octubre |         |
| Excursionistas         | 3 - 2     | Sarmiento            | Platense          | 31 de octubre |         |
| El Porvenir            | 1 - 3     | San Telmo            | Sportivo Dock Sud | 31 de octubre |         |
| Talleres (RdE)         | 1 - 1     | Argentino de Quilmes | El Porvenir       | 31 de octubre |         |

| Fecha 7              | Fecha 7   | Fecha 7                | Fecha 7              | Fecha 7        | Fecha 7 |
|                      | Resultado |                        | Estadio              | Fecha          |         |
| -------------------- | --------- | ---------------------- | -------------------- | -------------- | ------- |
| Tigre                | 3 - 4     | Talleres (RdE)         | Excursionistas       | 7 de noviembre |         |
| Argentino de Quilmes | 1 - 1     | El Porvenir            | Quilmes              | 7 de noviembre |         |
| San Telmo            | 4 - 1     | Excursionistas         | Talleres (RdE)       | 7 de noviembre |         |
| Sarmiento            | 0 - 1     | Villa Dálmine          | Municipal de Campana | 7 de noviembre |         |
| Colón                | 0 - 1     | Los Andes              | Platense             | 7 de noviembre |         |
| Sportivo Dock Sud    | 4 - 2     | Defensores de Belgrano | San Telmo            | 7 de noviembre |         |

| Fecha 8                | Fecha 8   | Fecha 8              | Fecha 8           | Fecha 8         | Fecha 8 |
|                        | Resultado |                      | Estadio           | Fecha           |         |
| ---------------------- | --------- | -------------------- | ----------------- | --------------- | ------- |
| Sportivo Dock Sud      | 2 - 1     | Tigre                | Arsenal           | 14 de noviembre |         |
| Defensores de Belgrano | 0 - 0     | Colón                | Unión             | 14 de noviembre |         |
| Los Andes              | 1 - 1     | Sarmiento            | Temperley         | 14 de noviembre |         |
| Villa Dálmine          | 0 - 2     | San Telmo            | Sportivo Dock Sud | 14 de noviembre |         |
| Excursionistas         | 7 - 0     | Argentino de Quilmes | Platense          | 14 de noviembre |         |
| El Porvenir            | 2 - 2     | Talleres (RdE)       | Lanús             | 14 de noviembre |         |

| Fecha 9              | Fecha 9   | Fecha 9                | Fecha 9              | Fecha 9         | Fecha 9 |
|                      | Resultado |                        | Estadio              | Fecha           |         |
| -------------------- | --------- | ---------------------- | -------------------- | --------------- | ------- |
| Colón                | 1 - 1     | Sportivo Dock Sud      | San Lorenzo          | 19 de noviembre |         |
| Tigre                | 2 - 1     | El Porvenir            | Platense             | 21 de noviembre |         |
| Talleres (RdE)       | 0 - 1     | Excursionistas         | El Porvenir          | 21 de noviembre |         |
| Argentino de Quilmes | 0 - 3     | Villa Dálmine          | Municipal de Campana | 21 de noviembre |         |
| San Telmo            | 1 - 2     | Los Andes              | Sportivo Dock Sud    | 21 de noviembre |         |
| Sarmiento            | 2 - 0     | Defensores de Belgrano | Sarmiento            | 22 de noviembre |         |

| Fecha 10               | Fecha 10  | Fecha 10             | Fecha 10       | Fecha 10        | Fecha 10 |
|                        | Resultado |                      | Estadio        | Fecha           |          |
| ---------------------- | --------- | -------------------- | -------------- | --------------- | -------- |
| Colón                  | 1 - 0     | Tigre                | Unión          | 28 de noviembre |          |
| Sportivo Dock Sud      | 1 - 1     | Sarmiento            | Arsenal        | 28 de noviembre |          |
| Defensores de Belgrano | 2 - 4     | San Telmo            | Excursionistas | 28 de noviembre |          |
| Los Andes              | 3 - 0     | Argentino de Quilmes | Temperley      | 28 de noviembre |          |
| Villa Dálmine          | 5 - 3     | Talleres (RdE)       | Villa Dálmine  | 28 de noviembre |          |
| Excursionistas         | 2 - 2     | El Porvenir          | All Boys       | 28 de noviembre |          |

| Fecha 11             | Fecha 11  | Fecha 11               | Fecha 11             | Fecha 11       | Fecha 11 |
|                      | Resultado |                        | Estadio              | Fecha          |          |
| -------------------- | --------- | ---------------------- | -------------------- | -------------- | -------- |
| Tigre                | 4 - 2     | Excursionistas         | Almagro              | 5 de diciembre |          |
| El Porvenir          | 0 - 3     | Villa Dálmine          | Villa Dálmine        | 5 de diciembre |          |
| Talleres (RdE)       | 0 - 2     | Los Andes              | Temperley            | 5 de diciembre |          |
| Argentino de Quilmes | 2 - 1     | Defensores de Belgrano | Argentino de Quilmes | 5 de diciembre |          |
| San Telmo            | 2 - 2     | Sportivo Dock Sud      | San Telmo            | 5 de diciembre |          |
| Sarmiento            | 1 - 0     | Colón                  | Rosario Central      | 5 de diciembre |          |

### Desempate del segundo puesto
| | Resultado |               | Estadio            | Fecha           |
| --------------------------------------------------------------------------------------------------- | --------- | ------------- | ------------------ | --------------- |
| San Telmo                                                                                           | 2 - 1     | Villa Dálmine | Don León Kolbowsky | 16 de diciembre |
| San Telmo                                                                                           | 0 - 1     | Villa Dálmine | El Gasómetro       | 23 de diciembre |
| San Telmo se adjudicó el segundo puesto por mayor cantidad de puntos obtenidos en la fase de zonas. |           |               |                    |                 |

## Goleadores
| Jugador          | Equipo          | Goles |
| ---------------- | --------------- | ----- |
| Orlando Garro    | Platense        | 16    |
| Pedro Medina     | All Boys        | 13    |
| Miguel Rodríguez | Deportivo Morón | 13    |
| Osvaldo Canadell | All Boys        | 11    |
| Roberto Mazzeo   | Deportivo Morón | 11    |

| Jugador         | Equipo             | Goles |
| --------------- | ------------------ | ----- |
| Antonio Sastre  | Los Andes          | 16    |
| Orlando Ruiz    | Unión (SF)         | 15    |
| Sergio Cantú    | Temperley          | 13    |
| Osvaldo Ferreño | Deportivo Italiano | 13    |
| Ángel Silva     | Lanús              | 13    |